# Laura Eßer
Laura Eßer (* 1. Juni 1993 in Köln) ist eine deutsche Fußballspielerin.

## Werdegang
Laura Eßer begann ihre Karriere beim BC Stotzheim. Über den BC Berrenrath kam sie zu Fortuna Köln, wo sie bis 2009 spielte. Zur Spielzeit 2009/10 wechselte sie zu Bayer 04 Leverkusen. Dort war sie zunächst vorwiegend bei den B-Juniorinnen aktiv. Am 18. April 2010 gab sie während der Ligapartie gegen die Zweitvertretung von Bayern München ihr Debüt in der Profimannschaft, mit der ihr in derselben Spielzeit der Aufstieg in die 1. Bundesliga gelang. Die Abwehrspielerin gehörte in der Saison 2010/11 dem Kader der ersten Mannschaft an und kam am 15. August 2010 im Spiel gegen den FCR 2001 Duisburg zu ihrem Erstligadebüt, als sie in der 76. Minute für Lena Steinbach eingewechselt wurde. Insgesamt kam Eßer für Leverkusen zu sieben Einsätzen in der Bundesliga, ehe sie zur Saison 2011/12 zu Fortuna Köln zurückkehrte. Seitdem ist sie eine der Leistungsträgerinnen des Regionalligisten, mit dem sie seit der Saison 2014/2015 in der Regionalliga West etabliert ist.

## Nationalmannschaft
Eßer absolvierte sechs Partien für die Juniorinnennationalteams des DFB. Zuletzt spielte sie im April 2009 in der Partie der U-16-Nationalmannschaft gegen Italien.

## Erfolge
- Meister 2. Bundesliga Süd 2009/10 (mit Bayer 04 Leverkusen)